# Навля (река)
Навля — река в России, протекает по территории Орловской и Брянской областей, левый приток Десны.

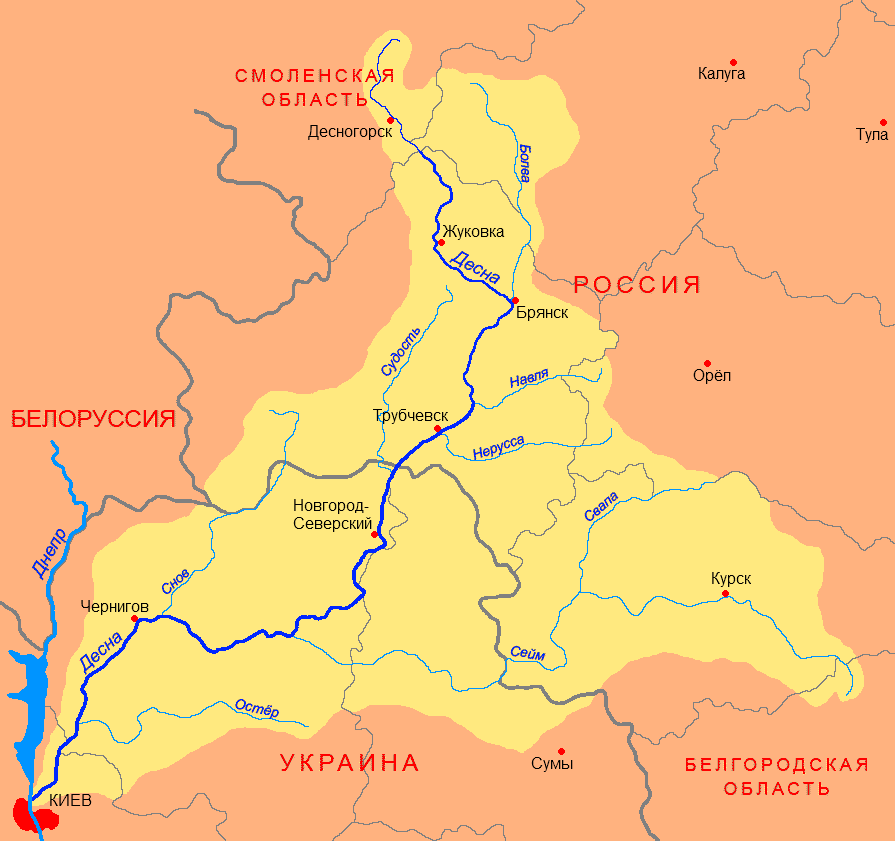
Бассейн Десны

Исток реки находится на западе Орловской области, у деревни Навля Шаблыкинского района. Общая длина реки 126 километров (из них 74 километра по территории Брянской области), площадь водосборного бассейна — 2242 км². Русло реки извилистое, шириной от 6 до 15 метров, глубина колеблется от 0,5 до 2 метров, скорость течения реки составляет 0,2 — 0,5 м/с. Средний многолетний объём стока воды в нижнем течении равен 0,36 км³. Источником питания реки являются грунтовые, талые снеговые воды и атмосферные осадки. Наивысший уровень воды наблюдается в момент таяния снега в апреле. Река покрыта льдом с декабря по март.
В конце 1970-х годов в пойме реки были проведены мелиорационные работы, что привело к значительному обмелению реки.
Основные притоки реки (все небольшой длины, до 5 метров шириной и до 2 метров глубиной): Юшковка, Калахва, Муравка (Муравельник), Алешня (Алешенка), Лопузня, Крапивна, Гбень, Серб, Речица (Понура, Березка), Жидовка, Харпач, Бродец, Шаблыкинка, Водоча, Подлава, Пересопка, Железная и другие.
На реке расположен ряд населённых пунктов, крупнейший из которых — посёлок городского типа Навля.

## Топографическая карта
- Лист карты N-36-XXIX. Масштаб: 1 : 200 000. Указать дату выпуска/состояния местности.